# Huangqiao (köpinghuvudort i Kina, Jiangsu Sheng, lat 32,24, long 120,23)
Huangqiao är en köpinghuvudort i Kina. Den ligger i provinsen Jiangsu, i den östra delen av landet, omkring 140 kilometer öster om provinshuvudstaden Nanjing. Antalet invånare är 168 954. Befolkningen består av 88 309 kvinnor och 80 645 män. Barn under 15 år utgör 13,0 %, vuxna 15-64 år 70 %, och äldre över 65 år 15,0 %.
Runt Huangqiao är det tätbefolkat, med 735 invånare per kvadratkilometer. Huangqiao är det största samhället i trakten. Trakten runt Huangqiao består till största delen av jordbruksmark.
Genomsnittlig årsnederbörd är 1 307 millimeter. Den regnigaste månaden är juli, med i genomsnitt 264 mm nederbörd, och den torraste är januari, med 34 mm nederbörd.